# Landskabsfilm fra før 1928
|  | Denne artikel er oprettet af botten Steenthbot ud fra en ekstern database. Den kan derfor have sproglige fejl eller mangler. Denne skabelon kan fjernes efter kontrol af indholdet. |

Landskabsfilm fra før 1928 er en dansk dokumentarisk optagelse fra 1928.

## Handling
Smukt tintede optagelser af landskaber og naturområder i Danmark: Odden og Oddebroen ved Silkeborg - der sejles på Kalgårdsvig og bades i Silkeborg Langsø. Kuperet landskab med åløb, dæmninger, skærslipperen i arbejde, kartofler graves op, strandskrænt og klint (Bulbjerg?), Stevns Klint med Højerup Kirke inden jordskreddet og Højerup nye kirke. Hverdagsgøremål i de små landhuse, husmandstederne og på gårde.